# ArchiCAD
ArchiCAD je AEC/CAD programski paket v osnovi narejen posebej za projektiranje na področje arhitekture. 
Razvoj programa se je začel 1982 za Apple Macintosh računalnike, kjer je kmalu postal popularen. Priznano mu je prvenstvo kot prvemu CAD orodju na osebnem računalniku, ki je lahko izdelal tako 2D kot 3D risbe. Danes ga uporablja za projektiranje več kot 150.000 arhitektov po vsem svetu.
ArchiCAD omogoča uporabniku delo s parametričnimi objekti, med uporabniki večkrat imenovanimi kar »pametnimi« objekti. To ga je razlikovalo od risarskega pristopa drugih CAD programov, ki so se pojavili v 80ih letih, skupaj z AutoCADom podjetja Autodesk. ArchiCAD uporabniku omogoča oblikovanje »Virtualne zgradbe« z virtualnimi objekti, kot so zidovi, plošče, okna in vrata ter notranja oprema. Skupaj s programom uporabnik dobi veliko knjižnico parametričnih objektov.
Uporabniki lahko zgradbo na zaslonu oblikujejo tako v 2D kot v 3D prikazu. Dvorazsežne risbe lahko kadarkoli izvozimo iz programa, ne glede na to, da se model zgradbe vedno shranjuje v treh dimenzijah. Tlorisi, prerezi in fasade so le delni prikaz trirazsežnega modela in se neprestano sproti osvežujejo. Detaljne risbe imajo za osnovo povečan izsek modela, z dodanimi 2D elementi.
Zadnja verzija programa (2018) je ArchiCAD 22.
Izvoz datotek je omogočen v IFC, DWG, DXF in SketchUp in druge formate. Graphisoft je aktiven član organizacije IAI (International Alliance for Interoperability), ki ureja standard IFC za izmenjavo 3D podatkov med arhitekturnimi in inžinerskimi CAD programi.

## Platforme in tipi licenc
ArchiCAD 11 je na voljo za Windows, Mac OS X (PowerPC) in Mac OS X (Intel) operacijske sisteme. 
Med namestitvijo programa izberemo ali želimo namestiti komercialno ali študentsko verzijo. 
- Komercialna verzija je zaščitena z zaščitnim USB ključem. Če ključa nimamo na računalniku, se ArchiCAD preklokopi v preizkusno različico, v kateri projekta ni mogoče zapisati.

- Študentska verzija je brezplačna in zaščitena z registracijsko številko, katero je mogoče dobiti na eduregistration.graphisoft.com Arhivirano 2007-07-19 na Wayback Machine..

## Zgodovina verzij
- 1987 - ArchiCAD 3.1
- 1991 - ArchiCAD 4.1
- 1993 - ArchiCAD 4.12
- 1994 - ArchiCAD 4.5
- 1995 - ArchiCAD 4.55
- 1996 - ArchiCAD 5.0
- 1997 - ArchiCAD 5.1
- 1998 - ArchiCAD 6.0
- 1999 - ArchiCAD 6.5
- 2001 - ArchiCAD 7.0
- 2002 - ArchiCAD 8
- 2003 - ArchiCAD 8.1
- 2004 - ArchiCAD 9
- 2006 - ArchiCAD 10
- 2007 - ArchiCAD 11
- 2008 - ArchiCAD 12